# Todd Fedoruk
Todd Fedoruk, född 13 februari 1979 i Redwater, Alberta, är en kanadensisk före detta professionell ishockeyspelare.